# محوطه میرجمال سه
محوطه میرجمال سه مربوط به سده‌های ۴ تا ۷ ه.ق است و در شهرستان زابل، بخش میانکنگی، ۷۰۰ متری شمال شرق روستای میر جمال واقع شده و این اثر در تاریخ ۲ مرداد ۱۳۸۷ با شمارهٔ ثبت ۲۳۱۴۱ به‌عنوان یکی از آثار ملی ایران به ثبت رسیده است.